# Okujepisa omukazendu

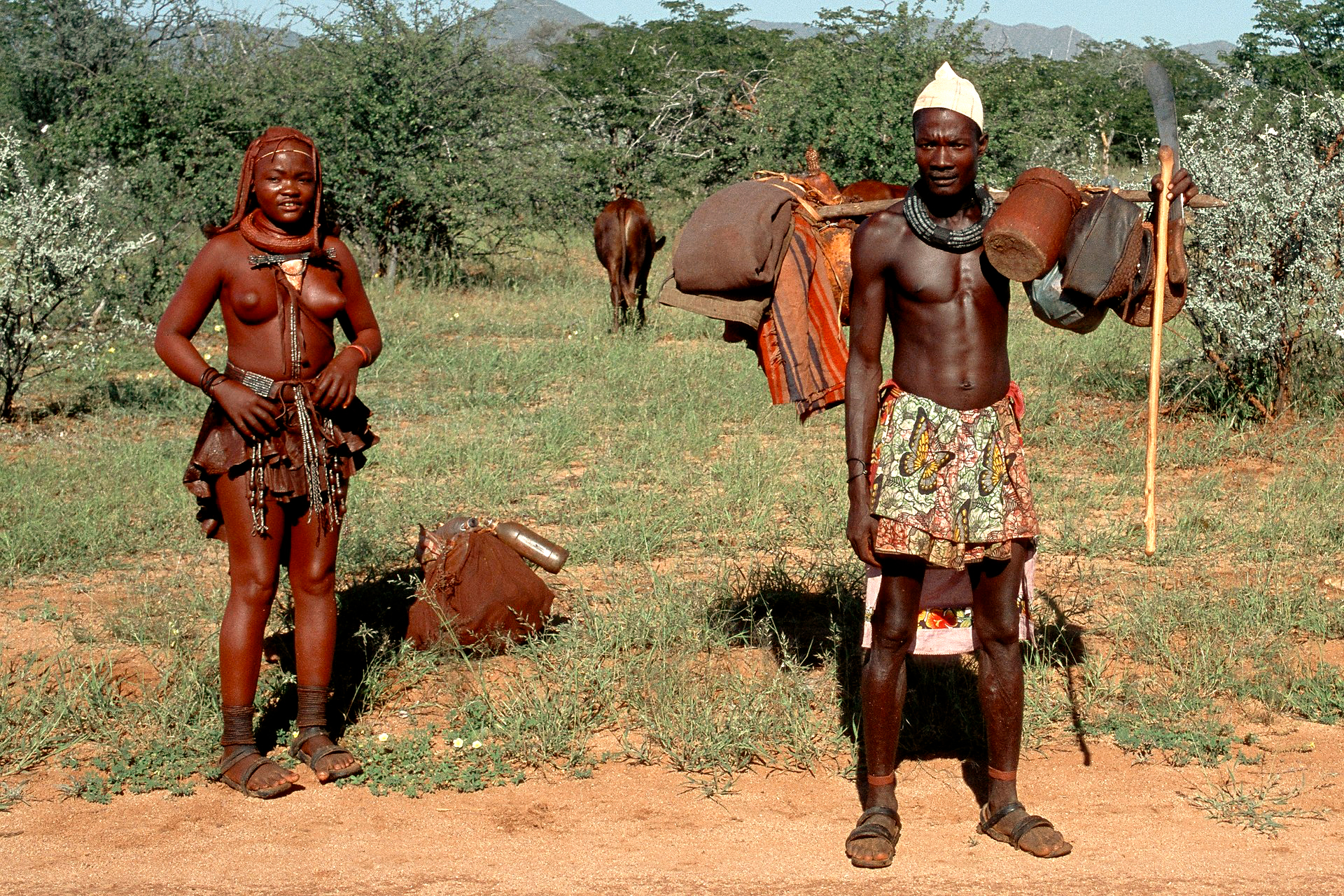
Một người đàn ông và một người phụ nữ Himba mặc otijze màu đỏ đang chăn gia súc ở vùng Kunene, Namibia

Okujepisa omukazendu (n.đ. 'tặng vợ cho khách') là hoạt động tình dục đa ái về việc "chia sẻ vợ" trong các cộng đồng người du mục thuộc dân tộc OvaHimba và OvaZemba ở vùng Kunene và Omusati của Namibia. Theo tục lệ, một người đàn ông mời một khách nam giới có quen biết (thường là người thân hoặc bạn bè, không phải là người lạ hoặc du khách) vào nhà bằng cách cho ngủ trên giường của người mời và có quan hệ tình dục với vợ của người mời trong một đêm, trong khi người mời ngủ trong lều khác hoặc đi ra ngoài. Trong xuyên suốt hoạt động đó, người vợ có ít quyền tự quyết. Hoạt động trái ngược với hoạt động trên (một người phụ nữ mời một bạn nữ giới để có quan hệ tình dục với chồng của người mời) có tồn tại, nhưng hiếm khi xảy ra. Tập quán này được coi là "trải dài nhiều thế hệ", "trải dài nhiều thế kỷ" và "cổ đại". Hoạt động này được thực hiện dưới niềm tin rằng nó làm cho tình bạn thắm thiết hơn, và phòng ngừa việc lăng nhăng và ghen tị trong cả hai giới.
Các nhà nữ quyền người Namibia khẳng định rằng okujepisa omukazendu là hành vi hiếp dâm, và người phụ nữ từ chối việc có quan hệ tình dục với khách thường phải chịu tác động, bao gồm quấy rối và bạo hành. Phụ nữ OvaHimba và OvaZemba ở vùng quê Namibia được xác định là có nguy cơ phải chịu bạo lực. Tập quán này cũng được xác định là một tác nhân làm trầm trọng hơn khủng hoảng HIV/AIDS tại Namibia.
Vào năm 2014, Kazeongere Tjeundo, một nhà làm luật người Himba thuộc Liên minh Dân chủ Turnhalle (DTA), đã đề ra một dự luật hợp pháp hóa okujepisa omukazendu. Ông cho rằng okujepisa omukazendu giảm đi hành vi bạo hành gia đình, và phụ nữ có thể từ chối việc có quan hệ tình dục với khách nhưng nên chia sẻ giường với khách. Dự luật này đã tạo ra tranh cãi từ nhiều nhà hoạt động xã hội và chuyên gia pháp lý, và DTA đã tránh xa Tjeundo. DTA cho rằng okujepisa omukazendu là hoạt động "sai trái" và sẽ tiến hành chống lại nhà làm luật đó. Rhingo Mutambo, một quan chức quan hệ công chúng tại Văn phòng Thủ tướng Namibia, đã chí trích báo chí phương Tây vì ẩn ý rằng khách du lịch có được "quan hệ tình dục miễn phí" ở các cộng đồng người Himba. Ông làm rõ việc okujepisa omukazendu chỉ được cho phép cho thành viên trong cộng đồng, và đã biện hộ chức năng xã hội của nó.